# Мања
Мања (слч. Maňa, мађ. Mánya) насељено је мјесто са административним статусом сеоске општине (слч. obec) у округу Нове Замки, у Њитранском крају, Словачка Република.

## Становништво
| Година:    | 1994. | 2004.   | 2014.   | 2024.   |
| ---------- | ----- | ------- | ------- | ------- |
| Број људи: | 2139  | 2072    | 2078    | 1947    |
| Разлика:   |       | -3,13 % | +0,28 % | -6,30 % |

| Година:    | 2023. | 2024.   |
| ---------- | ----- | ------- |
| Број људи: | 1958  | 1947    |
| Разлика:   |       | -0,56 % |

Према подацима о броју становника из 2011. године насеље је имало 2.103 становника.